# 神山大和
神山 大和（かみやま やまと、1992年7月27日-)は、日本の大衆演劇出身の俳優。
本名は堤亮介（つつみりょうすけ） 佐賀県佐賀市出身。佐藤企画所属。
血液型A型。身長173cm。スリーサイズはB87、W73、H92。

## 略歴
中学3年生の時に初めて見た早乙女太一の舞台に衝撃を受け早乙女太一が所属する「劇団朱雀」に入団を決意。
2008年1月、中学在学中に劇団朱雀に入団。早乙女大和の名で大衆演劇から始め、女形、立役、殺陣など全てを習得する。
2012年1月に神山大和に改名。2013年2月には劇団朱雀を離れ、佐藤企画に所属する。
特技は津軽三味線、日舞、民謡。民謡では小学生の頃に全国大会で入賞を果たしている。
趣味は、ネットサーフィン、ボウリング、観葉植物。
父は佐賀県のローカルタレントのヒーマン（故人）。

## 出演

### 舞台
- 2008年
  - 6月 - 早乙女太一「千年の祈り」
  - 7月 - 早乙女太一東京芸術劇場公演
  - 8月 - 早乙女太一「蒼い伝説」

- 2009年
  - 1月 - 早乙女太一新春公演「わらべうた」（東京青山劇場）
  - 2月 - 新歌舞伎座さよなら公演「早乙女太一特別公演」
  - 6月 - 早乙女太一「千年の祈り2009」
  - 7月 - 早乙女太一「わらべうた」（名古屋名鉄劇場）

- 2010年
  - 1月 - 早乙女太一「美しき華」（ル・テアトル銀座）
  - 2月 - 「早乙女大和独演会」
  - 4月 - 早乙女太一「嗚呼、田原坂」（御園座）
  - 5月 - GACKT主演「眠狂四朗 無頼控」（日生劇場）
  - 6月 - 劇団朱雀10周年記念公演
  - 7・8月 - 劇団朱雀特別公演「極付」
  - 9・10月 - GACKT主演「眠狂四朗 無頼控」（新歌舞伎座）

- 2011年
  - 1月 - 早乙女太一新春公演「龍と牡丹」
  - 4月 - 早乙女太一「天一坊騒動」（明治座）
  - 5・6月 - 早乙女太一「玲瓏」
  - 8月 - 早乙女太一「晩夏の舞」

- 2012年
  - 3月 - 早乙女太一「GOEMON」（御園座）
  - 5月 - 早乙女太一「GOEMON」（明治座）
  - 7・8月 - GACKT主演舞台「MOON SAGAー義経 秘伝－」

- 2013年
  - 1月 - 早乙女太一新春特別公演「龍と牡丹2013」（天王洲銀河劇場）

- 2023年
  - 10月 - オフィス35主催 勝野劇団 vol.07「太陽にほえたら…」（俳優座劇場）[1]

### CM
- ㈱ハマサキホールディング“宅配専門”寿司ざんまい＆ミラノピザ（2012年8月〜）

## 関連人物
- ヒーマン
- 早乙女太一